# رونگرات فومچانتوئک
رونگرات فومچانتوئک (تایلندی: รุ่งรัฐ ภูมิจันทึก؛ زادهٔ ۵ ژانویهٔ ۱۹۹۲) بازیکن فوتبال اهل تایلند است.
از باشگاه‌هایی که در آن بازی کرده‌است می‌توان به باشگاه فوتبال چیانگرای یونایتد اشاره کرد.
وی همچنین در تیم‌های ملی فوتبال زیر ۲۳ سال تایلند و تایلند بازی کرده‌است.